# 末広町 (高松市)
末広町（すえひろちょう）は、香川県高松市中心部の町丁。郵便番号は760-0060。住居表示に関する法律に基づく住居表示は実施されていない。

## 地理
高松市役所より1.0km、高松市中心部の都心に位置し、東は杣場川、南は市道二番町築地線（美術館通りの延長線上にある通り）によって区切られ、北は井口町の市道片原町沖松島線、西は通町及び塩屋町の県道160号高松港栗林公園線に面した建物のそれぞれ裏手にあたる正方形をした町である。町内は旧新塩屋町小学校の校地が多くを占めているほか、市道東浜港多賀線沿いに事務所、工場、高層マンションが立地しているが、それ以外は基本的に閑静な住宅街である。町内に鉄道駅は存在しないが、北西方向に片原町駅、南東方向に今橋駅がある。
2010年国勢調査による人口は310人（男153人/女157人）、世帯数は167世帯、面積は3万6736.64m2、人口密度は8438.4人/km2。公立小学校・中学校の校区は全域が高松第一小学校・中学校（小中一貫）に属している。
町内における都市計画法に基づく用途地域は、市道東浜楠上町線以東のうち市道末広町錦町線以南が容積率300%、建ぺい率80%の近隣商業地域、それ以外が容積率400%の商業地域である。
後述のように末広町が新設されるまで町内は新通町及び新塩屋町であり、現・市道末広町錦町線及び市道末広町2号線をそれぞれ本筋とした両側町であった。しかし戦後の区画整理で町名が変わり、さらに新塩屋町の本筋であった現・市道末広町2号線の西半分は、新塩屋町小学校の校地に取り込まれる形で町名の由来となった塩屋町と分断されている。町名が末広町に置き換えられて以後、かつての町名の名残は新塩屋町小学校に残される形となったが、同校は2010年（平成21年）に廃校となっている。
当町東部の杣場川と並行する市道東浜港多賀線は、内町の常磐橋を起点とした高松五街道の一つ旧志度街道の一部である。旧志度街道・長尾街道は常磐橋（現丸亀町ドーム）から片原町を東進し、通町で旧長尾街道が分岐した後、旧志度街道はさらに東進して新橋西交差点で南進し当町に至る。当町からは今橋で市道東浜港多賀線とは離れて南東に下り、千代橋で御坊川を渡った後に東進し、詰田川の手前でクランク状に一旦南進して現代の志度街道（県道155号牟礼中新線、旧国道11号）と合流した後に東進し志度へ至る。

## 歴史
もともと町域の大部分には北半分に新通町、南半分に新塩屋町というそれぞれ両側町が存在したが、戦後になると町が末広がりに発展するよう願いを込めた瑞祥地名として末広町が新設された。
新通町及び新塩屋町は江戸時代における高松城城下町のそれぞれ1町で、町名の由来は近接する通町二丁目及び塩屋町一丁目からそれぞれ伸びた道筋に新たに成立した町であることによる。
生駒時代の寛永古地図には、新通町及びその北側の井口町の位置には「塩やき町」とあるものの、塩やき町のすぐ南に当たる新塩屋町の位置に町は形成されていない。また、高松屏風絵図ではその新塩屋町の位置に杣場川が流れている。その後、元文5年（1740年頃）の城下絵図には単に「新塩屋」と記され、宝暦2年（1752年頃）に新通町及び新塩屋町は高松城下のそれぞれ1町となった。
1882年（明治15年）に古馬場町で林竹堂が開設した「葆真学舎」はその後新通町へ移転し、倫理・数学・習字を教えていた。1890年（明治23年）2月15日にはそれまで城下町各町の集合体であった高松の区域を以って市制を施行して高松市が成立し、新通町及び新塩屋町はその一部となった。（明治25年）に新塩屋町の本通り筋が改修されている。大正から昭和にかけてのこの時代は高松においても工業化が進み、当町付近でも多くの企業・工場が立地した結果、杣場川では今橋付近まで頻繁に小回り船が出入りし岸に荷揚げ・荷積みを行う光景が見られた。しかし1930年（昭和5年）に川の左岸が埋め立てられたことによって川幅が縮小し、小回り船の航行は大幅に制約を受けた。この埋め立てによって地先は新通町、新塩屋町、築地町にそれぞれ編入された。
1945年（昭和20年）7月4日未明にはアメリカ軍による無差別絨毯爆撃「高松空襲」を受け、町内全てが灰燼に帰した。空襲で壊滅的な被害を受けた高松市中心部では大部分で土地区画整理事業（戦災復興土地区画整理事業）が施行され、新通町及び新塩屋町でも第一工区二次として区画整理の対象となり、町内の多くの街路が拡張・改良された。この区画整理事業の完工となる換地処分公告は1964年（昭和39年）1月25日である。1958年（昭和33年）に新通町の一部を置き換えられる形で末広町が新設され、その後1964年（昭和39年）に新通町の残余と新塩屋町の大部分並びに近接する築地町及び塩屋町の各一部を編入した。
1948年（昭和23年）4月、空襲で全壊した鶴屋町の鶴屋町小学校が町内へ移転、改称し新塩屋町小学校が開校する。以後、小学校の用地は拡大し、町内の多くを占めるまでに至ったが、2010年（平成21年）3月31日に市立築地小学校及び市立松島小学校と共に閉校し、松島小学校跡に新設の市立高松第一小学校へ統合された。
1990年（平成2年）3月31日、暗渠化された杣場川の上部に市立公園の杣場川緑道が整備された。

## 主要施設
掲載順は地番の順序による
- 労住協第22ビル 末広町マンション
- 高松市杣場川緑道
- 高松市立新塩屋町小学校[注 1]
- 高松市総合教育センター[注 2]